# PE Teknik & Arkitektur
PE Teknik & Arkitektur AB, är ett svenskt konsultföretag inom samhällsbyggnad med fokus på byggnader och deras närmiljö. PE Teknik & Arkitektur är dotterbolag i den börsnoterade konsultkoncernen Projektengagemang Sweden AB (Projektengagemang) vars operativa verksamhet bedrivs inom PE Teknik & Arkitektur AB.

## Historia
Projektengagemang grundades 2006 av Per-Arne Gustavsson och företaget förvärvade under de följande åren bland annat Konkret Rådgivande Ingenjörer, HJR Projektel, Temagruppen, Brandgruppen, K-konsult, GMKI, Mono Arkitekter, Applied Engineering och Integra Engineering.
År 2017 efterträddes bolagets grundare av Per Hedebäck som ny vd och koncernchef.
År 2018 börsnoterades Projektengagemang på Nasdaq Stockholm.
År 2019 samlades alla bolag och varumärken inom Projektengagemang-koncernen i bolaget PE Teknik & Arkitektur AB där koncernens operativa verksamhets nu bedrivs. Antalet kontor uppgick till ett trettiotal i Sverige, ett i Skien i Norge samt ett i Chennai i Indien.
År 2021 tillträdde Helena Hed som ny vd och koncernchef. I december såldes den Indiska verksamheten och senare även verksamheten i Norge.
År 2023 vann PE Teknik & Arkitektur Allbrightpriset för inkluderingssatsningar.
År 2024 trädde Liselotte Haglind in som tillförordnad vd efter att Helena Hed meddelat sin avgång.
År 2024 tillträdde Andreas Hatzigeorgiou som ny vd och koncernchef.